# 맥스 카버
맥스 카버(영어: Max Carver, 1988년 8월 1일 ~ )는 미국의 배우이다.

## 출연 작품
- 더 배트맨 (2022) - 쌍둥이 역
- 시뮬러리티 (2017)
- 피스트 파이트 (2017)
- 미드 썸머 나이츠 드림 (2016)
- 레프트오버 (2014)
- 틴 울프 시즌4 (2014)
- 섹스코치 (2014)
- 애스크 미 애니씽 (2014)
- 더 치팅 팩트  (2013)
- 헤이븐스 포인트 (2012)
- 헤일로: 슈퍼 솔저 (2012)